# Glossosoma balephiana
Glossosoma balephiana är en nattsländeart som beskrevs av Malicky 1995. Glossosoma balephiana ingår i släktet Glossosoma och familjen stenhusnattsländor. Inga underarter finns listade i Catalogue of Life.